# Geerd Bellmann
Geerd Bellmann ist ein deutscher Politiker und war zwischen 1975 und 2000 Landrat des Kreises Rendsburg-Eckernförde.